# Violaxantina
La violaxantina (5,6:5′,6′-diepoxi-5,5′,6,6’-tetrahidro-β-carotè-3,3′-diol) és un pigment natural de color taronja i pertanyent al grup de les xantofil·les. El produeixen diversos grups d'algues feòfites, plantes del gènere Viola (com ara els pensaments) i diverses flors grogues i cítrics.

## Estructura, síntesi i propietats químiques
La violaxantina és un pigment del grup dels carotenoides i de la subcategoria de les xantofil·les. A nivell estructural es tracta del diepòxid de la zeaxantina, de manera que es sintetitza de manera natural o industrial a través de la oxidació d'aquest altre pigment.
Una de les propietats més notables de la violaxantina és la seva baixa termoestabilitat; la seva exposició a la calor pràcticament la degrada per complet i té com a conseqüència la producció de compostos secundaris com furans i isòmers cis.

## Usos industrials i terapèutics
La violaxantina s'utilitza com a colorant alimentari amb la nomenclatura E161e, malgrat que no està aprovada ni a la Unió Europea ni als Estats Units –únicament a Austràlia i a Nova Zelanda (amb el codi INS 161e). A més a més, té descrits diversos efectes antiinflamatoris en macròfags.